# Tin Lành tại Việt Nam
Tin Lành (chữ Anh: Protestantism in Vietnam), là một tôn giáo thuộc Cơ Đốc giáo được truyền vào Việt Nam từ đầu thế kỉ XX và hiện là một cộng đồng tôn giáo thiểu số, chiếm khoảng 1% dân số Việt Nam vào năm 2022.
Ngay từ cuối thế kỉ XIX, một nhóm tín hữu Cơ Đốc người châu Âu đã đến Việt Nam để thành lập một giáo đường tại Hải Phòng vào năm 1884, rồi thêm những giáo đoàn khác được thành lập ở Hà Nội và Sài Gòn trong năm 1902, nhưng năm 1911 được xem là thời điểm đánh dấu đức tin Cơ Đốc truyền đến Việt Nam khi những nhà truyền giáo thuộc Hội Truyền giáo Phúc âm Liên hiệp (C&MA) đặt chân đến Tourane (nay là Đà Nẵng) để thiết lập cơ sở truyền giáo tại đây.
Năm 1927, Hội thánh Tin Lành Việt Nam (hỗ trợ bởi Hội Truyền giáo Phúc âm Liên hiệp) được chính thức thành lập. Chính vì đó là tổ chức tôn giáo thuộc chủ nghĩa Tin Lành ra đời sớm nhất tại Việt Nam, từ đó thuật ngữ "đạo Tin Lành" cũng thường để chỉ chung về các nhóm, hệ phái Tin Lành. Sau đó, các hệ phái Tin Lành khác tiếp bước Hội thánh Tin Lành Việt Nam thành lập tổ chức của mình và nỗ lực rao giảng Phúc Âm, tham gia các hoạt động xã hội tại quốc gia này.
Theo những ước tính khác nhau, có khoảng từ 1 triệu đến hơn 1,4 triệu tín hữu thuộc cộng đồng Tin Lành tại Việt Nam. Tin Lành được xem là một trong những tôn giáo phát triển nhanh và ổn định nhất tại Việt Nam, và số lượng tín hữu Tin Lành tại miền Bắc cũng đang gia tăng nhanh chóng.

## Nền tảng
Những năm gần đây, khi có tư cách pháp lí được Nhà nước công nhận, các Hội Thánh Tin Lành đều đã đưa ra một phương hướng hành đạo dựa trên ba nền tảng: Tin Lành - Dân tộc - Luật pháp. Ba nền tảng đó xứng đáng được tôn trọng và khuyến khích.
Ba nền tảng Tin Lành - Dân tộc - Luật pháp có thể được hiểu qua sự tương tác giữa ba yếu tố quan trọng trong lịch sử và tư tưởng thần học: Đức tin Cơ Đốc, bản sắc dân tộc, và sự hình thành và thực thi luật pháp trong xã hội. Mỗi yếu tố này đều có sự kết nối với Thánh kinh và đóng vai trò quan trọng trong cách thức tổ chức xã hội và đời sống đức tin.

### Tin Lành
Trong hệ tư tưởng Tin Lành, trọng tâm của đời sống đức tin là "Duy nhất Thánh kinh" (Sola Scriptura, xem Năm nguyên tắc duy nhất), nghĩa là mọi sự dạy bảo về đức tin và hành động của tín đồ đều phải dựa vào Thánh kinh. Thánh kinh khẳng định rằng con người được cứu rỗi bởi ân điển của Đức Chúa Trời qua đức tin, không phải bởi các việc làm (Ê-phê-sô 2:8-9). Tin Lành không coi trọng các nghi thức hoặc sự can thiệp của Giáo hội, mà chỉ chú trọng vào mối quan hệ trực tiếp với Đức Chúa Trời qua đức tin.
- Rô-ma 1:17 chép rằng: "Vì trong Tin Lành nầy có bày tỏ sự công bình của Đức Chúa Trời, bởi đức tin mà được, lại dẫn đến đức tin nữa, như có chép rằng: Người công bình sẽ sống bởi đức tin." Điều này nhấn mạnh sự quan trọng của đức tin cá nhân trong việc đạt được sự công chính trước Thiên Chúa. Sự cứu rỗi là một món quà, không phải là một điều gì mà con người có thể kiếm được bằng cách làm việc. Đó chính là Tin Lành mà mỗi Cơ Đốc nhân đều tin nhận.
- Giăng 14:6 cũng chép rằng: "Vậy Đức Chúa Jesus đáp rằng: Ta là đường đi, lẽ thật, và sự sống; chẳng bởi Ta thì không ai được đến cùng Cha.", khẳng định việc chỉ có đức tin vào Chúa Giê-xu mới là con đường cứu rỗi duy nhất.
- Mác 16:15, Chúa Giê-xu ra lệnh cho các môn đồ: "Hãy đi khắp thế gian, giảng Tin Lành cho mọi người." Điều này chứng tỏ rằng nhiệm vụ rao giảng Tin Lành không chỉ là một lời mời gọi mà còn là sự uỷ thác cao cả từ chính Chúa Giê-xu để Cơ Đốc nhân mang đức tin đến mọi người.

### Dân tộc
Trong một xã hội đầy biến động, Tin Lành không chỉ gắn liền với đức tin mà còn trách nhiệm đối với dân tộc. Tín hữu Cơ Đốc được kêu gọi không chỉ yêu mến Chúa mà còn yêu mến đất nước và thực thi trách nhiệm công dân của mình.
Trong khái niệm dân tộc, Thánh kinh có những chỉ dẫn về sự hình thành cộng đồng và các mối quan hệ xã hội, trong đó các dân tộc được tạo dựng bởi Chúa. Tuy nhiên, trong Tân Ước, khái niệm dân tộc không được nhấn mạnh như trong Cựu Ước, nơi các dân tộc được coi là một phần trong kế hoạch cứu chuộc của Chúa Giê-xu.
- Sáng thế Ký 12:2-3 cho thấy lời hứa của Chúa đối với dân tộc Israel: "Ta sẽ làm cho ngươi nên một dân lớn... và các chi tộc nơi thế gian sẽ nhờ ngươi mà được phước."
- Tuy nhiên, trong Tân Ước, đặc biệt là qua các lời dạy của Chúa Giê-xu và các thư tín của Phao-lô, đức tin không còn gắn chặt với một dân tộc cụ thể, mà mở rộng ra tất cả mọi dân tộc. Ga-la-ti 3:28 chép rằng: "Tại đây không còn phân biệt người Do Thái hay người Hi Lạp, người nô lệ hoặc người tự do, nam giới hay nữ giới, vì tất cả anh em đều là một trong Đấng Christ Jesus."

Lòng yêu nước của Cơ Đốc nhân là một phần trong trách nhiệm phục vụ Chúa, và họ tin rằng, thông qua việc làm gương mẫu và phục vụ cho cộng đồng, họ sẽ làm sáng danh Chúa và lan toả tình yêu thương của Ngài. Chính vì vậy, trong các giáo lý của Tin Lành, người tín hữu được khuyên khuyến khích hoạt động trong xã hội, hỗ trợ cộng đồng và đóng góp cho sự phát triển của quốc gia, dù là trong lĩnh vực giáo dục, từ thiện hay chính trị.

### Luật pháp
Về mặt luật pháp, Tin Lành nhấn mạnh rằng việc tuân thủ luật pháp của Chúa không phải là để đạt được sự cứu rỗi, mà là để sống theo ý muốn của Chúa trong đời sống hằng ngày. Rô-ma 3:28 nhấn mạnh rằng con người được công chính hoá "bởi đức tin, chớ không bởi việc làm theo luật pháp." Tuy nhiên, điều này không có nghĩa là bỏ qua luật pháp của Chúa, mà là luật pháp giúp tín đồ hướng dẫn cuộc sống và sống theo những nguyên tắc đạo đức mà Chúa đã thiết lập.
- Ma-thi-ơ 5:17 chép rằng: "Các ngươi đừng tưởng ta đến đặng phá luật pháp hay là lời tiên tri; ta đến, không phải để phá, song để làm cho trọn." Điều này khẳng định rằng Chúa Giê-xu không huỷ bỏ luật pháp, mà hoàn thiện nó.
- Trong Rô-ma 13:1-7, sứ đồ Phao-lô nhấn mạnh sự tuân thủ pháp luật là điều cần thiết: "...Vì nhà chức trách không phải để cho người lương thiện sợ, mà để cho người gian ác sợ. Bạn muốn khỏi phải sợ nhà cầm quyền chăng? Hãy làm điều tốt đẹp, và bạn sẽ được khen thưởng; vì họ là đầy tớ của Đức Chúa Trời để làm ích lợi cho bạn..." Điều này cho thấy rằng việc tuân thủ luật pháp là một phần trong nghĩa vụ của người tín đồ, vì luật pháp là phương tiện để duy trì trật tự và công lý trong xã hội.

Tuy nhiên, nếu luật pháp đi ngược lại với lẽ thật và giáo lý của Chúa, người tín hữu cần phải có thái độ đúng đắn để đứng lên phản đối (xem Đế quốc La Mã đàn áp Cơ Đốc giáo). Trong Công vụ các Sứ đồ 5:29, các sứ đồ tuyên bố: "Thà phải vâng lời Đức Chúa Trời còn hơn là vâng lời người ta." Đó là lời dạy để nhắc nhở chúng ta rằng trong trường hợp đối mặt với sự mâu thuẫn giữa luật pháp thế gian và Lời Chúa, Cơ Đốc nhân phải chọn vâng phục Đức Chúa Trời.
Từ ba nền tảng trên, chúng ta có thể thấy rằng Tin Lành không chỉ là một tôn giáo, mà là một hệ thống sống giúp người tín hữu phát triển mạnh mẽ trong mọi mặt của đời sống. Đó là tinh thần của một cộng đồng sống theo tình yêu thương, công lý và hoà bình mà Chúa đã dạy. Qua việc thực thi đức tin, yêu dân tộc và tôn trọng pháp luật, tín hữu Tin Lành có thể đóng góp vào việc xây dựng một xã hội tốt đẹp hơn, làm sáng danh Chúa và rao giảng Tin Lành cho mọi người, như Chúa Giê-xu đã căn dặn.

## Trước năm 1911
Từ cuối thế kỷ thứ 10, "tu sĩ Nedjran" thuộc Cảnh giáo đã đến Việt Nam trong cuộc hành trình truyền giáo sang Trung Hoa trong năm 980. Theo Geography of Earisi, ông đã đến Loukin (kinh thành Lou, có lẽ là Hoa Lư). Tuy nhiên, không có chứng cứ cho thấy nhà truyền giáo này đã đạt được thành quả nào tại Việt Nam. Đến đời Lê Anh Tông (1557-1573) khi tái thiết một ngôi đền cũ, người ta tìm thấy một "thập tự giá rất cổ" trên một bức tường của ngôi đền. Những nhà truyền giáo Công giáo Rô-ma đặt chân đến Việt Nam từ thế kỷ 16, đến thế kỷ 18 Giáo hội Công giáo đã phát triển mạnh mẽ. Trong khi đó, Việt Nam vẫn chưa được cộng đồng Tin Lành trên thế giới quan tâm đến.
Từ thế kỷ 17, Charles Hartsingh, ở trong số những người Pháp Tin Lành vùng Normandie làm việc cho công ty Hà Lan và Đông Ấn, thiết lập sự định cư đầu tiên của công ty trong vùng đồng bằng sông Hồng. Một tín hữu Tin Lành khác, Jean-Baptiste Chaigneau, là sĩ quan hải quân Pháp, gia nhập lực lượng của Gia Long trong nỗ lực tái thống nhất đất nước và thiết lập triều đại nhà Nguyễn. Ngày 15 tháng 10 năm 1890, Alexandre Yersin, nhà khoa học và nhà thám hiểm, một tín hữu Tin Lành và là hậu duệ những người Huguenot lánh nạn sang Thụy Sĩ vì bị bách hại tôn giáo dưới triều Louis XIV, đặt chân đến Sài Gòn để làm việc trên tàu Volga theo tuyến hải hành Sài Gòn - Manila với chức trách của một bác sĩ. Năm 1891, Yersin quyết định ở lại Việt Nam. Sau nửa thế kỷ tận tụy cống hiến, ông từ trần tại Nha Trang và được an táng tại Suối Dầu vào tháng 3 năm 1943.
Sau khi người Pháp chiếm đóng Việt Nam, một nhà thờ thành lập năm 1884 tại Hải Phòng dành cho "các tín hữu Tin Lành châu Âu"; sau đó có hai nhà thờ được thành lập tại Hà Nội và Sài Gòn (1902), những giáo đoàn này đều phát triển tốt cho đến tháng 3 năm 1945 khi quân đội Nhật chiếm đóng Đông Dương và bắt giữ các công dân Pháp.
Năm 1921, Mục sư P. Monet lãnh đạo một nhóm truyền giáo, với hai người Việt là Vũ Tam Thất và Đội Dương, rời Paris đến Hà Nội. Năm sau, họ thành lập Hội Sinh viên An Nam, một trung tâm sinh hoạt của sinh viên do /Tin Lành bảo trợ, hội cũng xuất bản một tạp chí song ngữ Pháp –Việt nhắm vào giới trí thức trẻ ở Hà Nội. Thay vì trực tiếp truyền bá Phúc âm, nhóm truyền giáo này tập trung vào các hoạt động văn hóa như xiển dương chữ Quốc ngữ, các loại hình báo chí, và văn minh phương Tây. Mặt khác, do thiếu tài trợ tài chính cùng những hạn chế về chính trị và pháp lý (mãi cho đến năm 1937, chính quyền Pháp ở Đông Dương mới công nhận giáo hội Tin Lành), họ ngưng hoạt động. Từ đó, hoạt động của Tin Lành Pháp tại Việt Nam chỉ hạn chế trong sinh hoạt mục vụ ở Hà Nội, Hải Phòng (trước tháng 7 năm 1954) và Sài Gòn, Đà Lạt (trước tháng 4 năm 1975).
Năm 1902, Thánh thơ Công hội cử Bonnet đến Tourane (nay là Đà Nẵng) để thành lập cơ sở và tuyển dụng ba nhân viên phân phối Tân Ước và các sách Phúc âm chữ Hán trong tỉnh Quảng Nam. Cho đến năm 1920, Thánh thơ Công hội được xem là tổ chức truyền bá thông điệp Cơ Đốc bằng sách in lớn nhất tại Việt Nam.

## Từ 1911 đến 1927
Ngay trong năm đầu tiên thành lập Hội Truyền giáo Phúc âm Liên hiệp, nhà lãnh đạo sáng lập tổ chức này, Albert Benjamin Simpson, trong tạp chí Word, Work, and World (tháng 2 năm 1887) đã đề cập đến tình trạng "bán đảo Đông Nam Á đã bị lãng quên nhiều," và "vương quốc An Nam rộng lớn" cùng với Tây Tạng phải được xem là công trường truyền giáo tương lai.

### Mở đường

Mục sư Hosler cử hành lễ Báp têm cho ông Nguyễn Văn Phúc, tín hữu người Việt đầu tiên, tại Đà Nẵng năm 1912

Được cho là theo yêu cầu của Simpson, trong năm 1893 David Lelacheur đã đến Sài Gòn để thực hiện một cuộc khảo sát, và tường trình "cửa đã mở tại An Nam". Tuy nhiên, chính quyền Pháp tại Việt Nam vẫn chủ trương thực thi Hòa ước Giáp Tuất (1874) và Hòa ước Giáp Thân (1884) chỉ cho phép những nhà truyền giáo người Pháp và người Tây Ban Nha thuộc Giáo hội Công giáo Rô-ma hoạt động tôn giáo trong xứ. Simpson quyết định thành lập ngay một cơ sở truyền giáo tại Quảng Tây, Hoa Nam, vì ông tin rằng từ đó những nhà truyền giáo có thể tiến vào Việt Nam. Năm 1897, Mục sư C. H. Reeves từ Quảng Tây thực hiện một chuyến viếng thăm ngắn ngày đến Lạng Sơn. Năm 1899, nhà truyền giáo R. A. Jaffray đến Hà Nội bằng cách đi dọc theo sông Hồng, nhưng không làm được gì. Vì tin rằng một người Canada nói tiếng Pháp sẽ dễ dàng hơn khi tiếp xúc với nhà cầm quyền Pháp, ông thuyết phục Sylvian Dayan và vợ đến Việt Nam năm 1902, họ được phép lưu lại Hải Phòng, nhưng một năm sau phải rời khỏi Việt Nam vì gặp phải sự chống đối quyết liệt.

### Thành lập cơ sở truyền giáo
Sau chín năm chờ đợi và kiên trì tìm kiếm cơ hội tiến vào Việt Nam, mùa xuân năm 1911, nhà truyền giáo Canada Robert A. Jaffray cùng Paul M. Hosler và G. Loyde Hughes đặt chân đến Tourane (nay là Đà Nẵng), họ nhận được sự hỗ trợ từ Bonnet, đại diện Thánh thơ Công hội tại Trung kỳ. Do Hughes qua đời, chỉ còn Hosler phụ trách cơ sở truyền giáo đầu tiên tại Việt Nam. Trong ba năm kế tiếp, cơ sở này được bổ sung thêm chín nhà truyền giáo, và một cơ sở mới được thành lập ở Hội An. Đến đầu năm 1915, có thêm hai cơ sở tại Hải Phòng và Hà Nội.
Sau khi Chiến tranh thế giới thứ nhất bùng nổ, tháng 12 năm 1915, người Pháp ra lệnh "cấm mở thêm công cuộc truyền giáo giữa vòng người bản xứ", đóng cửa tất cả các nhà nguyện và những cơ sở truyền giáo ngoại trừ cơ sở ở Tourane, và buộc những nhà truyền giáo có tên gốc Đức phải rời khỏi nước. Sau cuộc hội kiến giữa R. A. Jaffray với Toàn quyền Pháp tại Hà Nội năm 1916, thái độ nghi kỵ từ phía người Pháp được giải tỏa, những nhà truyền giáo được phép mở rộng công cuộc truyền bá phúc âm đến Nam kỳ. Đến năm 1927, số nhà truyền giáo tăng gấp ba, trong đó có những người đã đóng góp đáng kể cho nỗ lực xây dựng và phát triển cộng đồng Tin Lành còn non trẻ tại Việt Nam như D. L. Jeffrey và E. F. Irwin, cả hai là người Canada, J. D. Olsen, người Na Uy, cùng William (người Anh) và Grace Cadman (người Mỹ), hai nhân tố chính trong việc hình thành bản Kinh Thánh tiếng Việt năm 1926. Các cơ sở truyền giáo đã được thành lập tại Hà Nội, Hải Phòng, Thanh Hóa, Đà Nẵng, Nha Trang, Sài Gòn, Biên Hòa, Mỹ Tho, Vĩnh Long, Sa Đéc, Cần Thơ, Rạch Giá, cũng như ở Phnôm Pênh và Battambang.

## Từ 1927 đến 1941

### Thành lập giáo hội
Sau 16 năm khai khẩn và gieo giống, tháng 3 năm 1927, các giáo đoàn Tin Lành rải rác ở Bắc kỳ, Trung kỳ, và Nam kỳ tập hợp thành một đoàn thể quốc gia với tên chính thức là Hội Tin Lành Đông Pháp. Khi bản Điều lệ của Hội thánh được tu chính lần thứ nhất năm 1936, từ "Việt Nam" được thêm vào trước "Đông Pháp". Đến cuối Chiến tranh thế giới thứ hai, từ "Đông Pháp" bị loại bỏ. Năm 1950, Hội đồng Tổng Liên hội biểu quyết chọn danh hiệu chính thức của giáo hội là Hội thánh Tin Lành Việt Nam.

Biểu tượng của Hội thánh Tin Lành Việt Nam

Bản Điều lệ được thông qua năm 1928 quy định cơ cấu tổ chức, chính sách, thể thức cho giáo hội, nhấn mạnh đến các lẽ đạo tái sinh, thánh hóa, chữa bệnh, và sự tái lâm của Chúa Giê-xu. Bốn lẽ đạo này được thể hiện trên biểu tượng của Hội thánh Tin Lành Việt Nam qua hình ảnh của thập tự giá, chim bồ câu, chiếc bình, mão miện, được khắc trong con dấu chính thức của Hội thánh Tin Lành Việt Nam trong mọi cấp và mọi ngành cho đến ngày nay. Điều lệ cũng quy định hệ thống tổ chức của Hội thánh có ba cấp: Hội thánh địa phương, Địa hạt Liên hội, và Tổng Liên hội. Mỗi hội thánh địa phương có quyền đầy đủ để tự điều hành như mời quản nhiệm, bầu cử ban chấp sự, xử lý các thuộc viên, tạo lập và sử dụng ngân quỹ để cấp dưỡng cho quản nhiệm, chi tiêu cho các dự án địa phương cũng như đóng góp cho địa hạt và tổng liên hội. Địa hạt liên hội tập hợp các hội thánh địa phương trong một khu vực, mỗi năm tổ chức một kỳ hội đồng quy tụ những đại biểu được các hội thánh địa phương bầu chọn để "cai trị và dự phần công việc của Hội thánh trong địa hạt riêng mình, quyết định những vấn đề liên quan tới lợi ích chung của cả hạt." Hội đồng cũng bầu cử chức vụ Chủ nhiệm và Ban Trị sự Địa hạt. Quyền tối hậu của Hội thánh Tin Lành thuộc về toàn thể tín hữu, được ủy thác cho các đại biểu mà họ lựa chọn giữa vòng các thuộc viên hội thánh địa phương để tham dự hội đồng chung (thường được gọi là Hội đồng Tổng Liên hội). Hội đồng Tổng Liên hội được xem là nhánh lập pháp của giáo hội, trong khi quyền hành pháp được trao cho Ban Trị sự Tổng Liên hội, đứng đầu là Hội trưởng. Hội đồng bầu Mục sư Hoàng Trọng Thừa vào chức vụ Hội trưởng.
Trong thập niên 1920, các hoạt động truyền bá Tin Lành bị hạn chế và cấm đoán. Theo thông tri ngày 26 tháng 1 năm 1925 của Hội đồng Cơ mật, "Theo điều khoản thứ 13 của Hòa ước năm 1884, chỉ Giáo hội Công giáo La Mã có quyền truyền giảng trong xứ chúng ta. Các Giám mục, Linh mục, và giáo sư thuộc giáo hội Công giáo La Mã là những người duy nhất có phép giảng đạo của họ...Rõ ràng từ nay trở đi, tôn giáo mới (Tin Lành) và "Cao Đài" phải bị cấm tỏ tường không được truyền giảng hoặc lưu hành tại Trung kỳ. Nếu người nào bất tuân bản chỉ dụ này, hãy hình phạt hắn theo pháp luật." Thông tri này cùng các biện pháp cấm đạo như bắt giữ một số mục sư, truyền đạo, đe dọa các tín hữu và buộc họ đốt bỏ Kinh Thánh xảy ra tại một số địa phương đã làm dấy lên phản ứng của cộng đồng Tin Lành Pháp tại nước Pháp và Đông Dương. Tháng 1, 1929, những nhà lãnh đạo Tin Lành Pháp gởi kháng thư cho Toàn quyền Pierre Pasquier khi ông mới nhậm chức, đồng thời Liên minh Tin Lành Pháp đưa vấn đề này ra trước Hạ viện. Từ thập niên 1930 trở đi, các biện pháp hạn chế và cấm đoán dần dần được gỡ bỏ, mặc dù dưới sự cai trị của Pháp và triều đình Huế, Hội thánh Tin Lành Việt Nam chưa bao giờ được dành những quyền của một đoàn thể tôn giáo quốc gia như Công giáo Rô-ma được hưởng từ năm 1884.

### Tự trị, Tự lập, Tự truyền bá

Tín hữu Tin Lành ở Hà Nội năm 1930. Dòng chữ Nho phía trên ghi "An Nam Hà Nội Phúc âm Hội"

Từ năm 1928 đã đạt được một sự đồng thuận giữa Hội Truyền giáo Phúc âm Liên hiệp và Hội thánh Tin Lành Việt Nam về định hướng phát triển giáo hội trên nguyên tắc: tự lập, tự trị, và tự truyền bá, tập chú vào nỗ lực chung giúp hội thánh bản địa trở nên một giáo hội độc lập trong thời gian sớm nhất. Sự xác tín của những nhà lãnh đạo hội thánh bản địa rằng "tự lập là con đường độc nhất dẫn đến sự độc lập và tự trị hoàn toàn, là nền tảng lành mạnh nhất cho Hội thánh tăng trưởng và truyền giảng trong một xứ sở mà cảm xúc bài ngoại thật mạnh sau sự chinh phục của người Pháp... sự xác tín này được lập nền trên giáo huấn của Kinh Thánh," đã nhận được sự đáp ứng thuận lợi từ các tín hữu.
Phù hợp với truyền thống Tin Lành – dành một vị trí quan trọng và tích cực cho tín hữu trong mọi lãnh vực hoạt động của giáo hội – tín hữu Tin Lành thường chủ động trong nỗ lực thành lập và phát triển giáo đoàn, đóng góp tiền bạc và nhân lực để xây dựng lễ đường và các cơ sở vật chất cho hội thánh địa phương. Năm 1926, tại Mỹ Tho, một nhà thờ đã được xây dựng hoàn toàn bởi sáng kiến và sự đóng góp tài lực và nhân lực của tín hữu, từ đó khởi phát một khuynh hướng lành mạnh trong các giáo đoàn trên khắp đất nước. Thể chế dân chủ cũng được ấn định trong bản Điều lệ năm 1928 thể hiện nguyên tắc tự trị, theo đó quyền tự trị được chia sẻ bởi tất cả thuộc viên hội thánh địa phương đã chịu lễ báp têm, cũng như các đại biểu của họ khi tham dự những hội đồng cấp địa hạt và cấp tổng liên hội.

## Từ 1942 đến 1954
Mặc dù không xảy ra chiến tranh trên bộ tại Việt Nam trong suốt Chiến tranh thế giới thứ hai, nền kinh tế của đất nước bị thiệt hại nặng nề, rồi nạn đói năm Ất Dậu, 1944-1945 làm cho tình hình càng tồi tệ hơn. Cộng đồng Tin Lành còn non trẻ đang trên đường xây dựng một giáo hội tự lập, tự trị cũng bị tác động mạnh. Vì khó khăn kinh tế, nhiều giáo đoàn không thể cấp dưỡng đầy đủ cho các quản nhiệm, và một số nhà thờ bị buộc phải đóng cửa. Trường Kinh Thánh Đà Nẵng cũng bị ảnh hưởng nghiêm trọng. Tuy nhiên, trong vòng hội thánh dấy lên tinh thần tương thân tương trợ, đặc biệt là khi quyên góp trợ giúp tín hữu miền Bắc đang gánh chịu nạn đói.
Tháng 8, 1942, Hội đồng Tổng Liên hội tổ chức tại Đà Nẵng bổ nhiệm ban quản trị tài sản giáo hội, và bầu Mục sư Lê Văn Thái làm Hội trưởng thay thế Mục sư Lê Đình Tươi đang đau nặng.
Sau khi người Nhật chiếm đóng Việt Nam, dù bị hạn chế trong đi lại, những nhà truyền giáo vẫn được hưởng sự tự do tương đối, Trường Kinh Thánh và Nhà in Tin Lành vẫn tiếp tục hoạt động. Tháng 4, 1943, người Nhật ra lệnh cho chính phủ Pháp tập trung tất cả nhà truyền giáo để quản thúc trong một trại binh ở Mỹ Tho. Đến tháng 9, sau khi một số nhà truyền giáo và trẻ em được hồi hương theo một thỏa thuận giữa hai chính phủ Mỹ-Nhật, chỉ còn 17 người bị quản thúc cho đến khi chiến tranh kết thúc, trong số đó có một người qua đời trong trại trập trung vì bị mắc bệnh mà không được chữa trị. Trong thời gian bị cầm giữ, Mục sư William C. Cadman tiếp tục biên soạn cuốn Thánh Kinh Từ điển, trong khi Mục sư J. D. Olsen hiệu đính quyển Thần đạo học, và một số sách khác của ông.
Sau khi Nhật đầu hàng, các nhà truyền giáo được trả tự do, về Sài Gòn và hồi hương, ngoại trừ các ông bà E. F. Irwin, D. I. Jeffrey, và Cadman, những người này quyết định ở lại để giúp đỡ tín hữu Việt Nam. Cuối tháng 11 năm 1945 chỉ còn ông bà Cadman ở lại, nhưng sau khi bà Cadman từ trần trong tháng 4 năm 1945, William Cadman là "nhà truyền giáo duy nhất ở trong xứ và là người điều hành duy nhất của Hội Truyền giáo Phúc âm Liên hiệp tại Đông Dương".
Sự luận giải Kinh Thánh cách sai lệch của quản nhiệm Nhà thờ Vinh, Trần Như Tuân, một mục sư học thức và có sức thu hút, đã gây chia rẽ trong hội thánh trong một thời gian. Nhằm ấn định ngày Chúa Giê-xu tái lâm, ông Tuân thực hiện những phép tính rắc rối cũng như tham khảo nhiều nguồn tài liệu và Kinh Thánh để tuyên bố rằng ngày Chúa tái lâm sẽ là 30 tháng 9 năm 1944. Ngày này qua đi mà không xảy ra biến cố nào, ông lại khẳng định Chúa sẽ trở lại ngày 1 tháng 10 năm 1945. Ông đến nhiều nơi để thuyết giảng, tranh luận, và thuyết phục được nhiều người, mặc dù những nhà lãnh đạo giáo hội đã bác bỏ và cấm truyền bá giáo lý ấy.
Từ năm 1948 đến 1950 được xem là giai đoạn củng cố và phục hồi của giáo hội sau khi gánh chịu nhiều mất mát do chiến tranh và những biến động xã hội, thì trong thời kỳ 1951 -1954 cộng đồng Tin Lành phát triển và mở rộng công cuộc truyền bá phúc âm. Nhiều giáo đoàn mới được thành lập trên khắp xứ sở. Trường Kinh Thánh Đà Nẵng tập trung đào tạo nhân sự cho giáo hội. Chương trình phát thanh Tin Lành do Mục sư C. E. Travis khởi xướng năm 1951, được điều hành bởi một ủy ban của Tổng Liên hội, ghi âm chương trình phát thanh để được phát sóng từ một đài phát thanh Tin Lành tại Manila, Philippines. Cô nhi viện Tin Lành với một trường tiểu học và các lớp huấn nghiệp khánh thành ngày 4 tháng 9 năm 1953 tại Hòn Chồng, Nha Trang, được xây dựng trên khu đất rộng 18 mẫu Anh để lại cho giáo hội theo di chúc của William C. Cadman. Giáo hội cũng đẩy mạnh công cuộc truyền giáo cho các sắc dân thiểu số ở Tây Nguyên.

## Từ 1954 đến 1975
Từ năm 1954, Việt Nam tạm thời bị chia cắt, Hội thánh Tin Lành Việt Nam cũng bị phân chia thành 2 tổ chức, ở miền Bắc và ở miền Nam. Tại miền Bắc, do phần lớn tín đồ và chức sắc di cư vào miền Nam nên các hoạt động có phần chững lại. Vào thời điểm 1975, chỉ có khoảng hơn 1 500 tín hữu với 14 chi hội tại 9 tỉnh, thành ở miền Bắc.

Thánh Kinh Thần học viện Nha Trang, năm 1961.

Ngay khi hòa bình vừa tái lập, tại miền Nam, giáo hội đẩy mạnh công cuộc truyền bá phúc âm với sự hợp tác tích cực từ hầu hết các giáo đoàn trên cả nước. Một hình ảnh thường thấy vào thời ấy là một truyền đạo, được trang bị Kinh Thánh và Tân Ước, vài trăm truyền đạo đơn cùng chiếc xe đạp, đèn dầu, đôi khi có máy phóng thanh chạy bằng pin, với sự hỗ trợ của 4 hoặc 5 thanh niên, có thể thu hút những đám đông đến lắng nghe thông điệp Cơ Đốc từ đêm này qua đêm khác tại những địa điểm công cộng như chợ hoặc các hội trường tại các làng, xã lớn.
Cá nhân chứng đạo – mỗi tín hữu chủ động chia sẻ niềm tin và trải nghiệm của mình cho họ hàng, thân hữu, đồng nghiệp khi có cơ hội – là một trong những phương pháp truyền bá phúc âm hiệu quả và ít tốn kém đã được nhiều tín hữu ứng dụng triệt để trong đời sống thường nhật. Ngoài ra, còn có các chương trình truyền bá phúc âm cho giới trẻ, nhất là sinh viên học sinh, cho quân nhân, cho tù nhân tại các khám đường, và cho người bệnh cùng thân nhân của họ tại các bệnh viện.
Báo chí được sử dụng cho mục tiêu bồi linh và phổ truyền đức tin cũng được giáo hội quan tâm: Thánh Kinh báo (về sau đổi tên thành Thánh Kinh Nguyệt san) là tờ báo đầu tiên của Tin Lành Việt Nam, phát hành từ tháng 1 năm 1931. Ngoại trừ một thời gian bị đình bản do chiến tranh (1945 -1950), tờ báo phát hành hàng tháng cho đến tháng 4 năm 1975. Còn có hai tờ báo khác nhắm vào các đối tượng độc giả khác nhau là tờ Đuốc Thiêng và tờ Hừng Đông (sau đổi thành Rạng Đông). Nhà in Tin Lành di chuyển về Sài Gòn năm 1970, nhiều thể loại văn phẩm Cơ Đốc được phát hành thông qua Cơ quan Xuất bản Tin Lành. Có thể nói những năm 1954-1965 là thập niên truyền giảng lớn nhất trong lịch sử giáo hội. Tâm điểm không còn là xây dựng một giáo hội tự lập và tự trị, mà là phát triển hội thánh.
Tháng 9, 1921, Trường Kinh Thánh Đà Nẵng được thành lập theo mô hình của Trường Huấn luyện Truyền giáo Nyack của Hội Truyền giáo Phúc âm Liên hiệp, với mục tiêu đào tạo mục sư cho giáo hội và nhân sự cho các hội thánh địa phương. Chương trình đào tạo nhắm đến mục tiêu thiết lập một giáo hội tự trị và tự phát triển tại Việt Nam. Đến năm 1960, trường dời vào Nha Trang với tên mới là Thánh Kinh Thần học viện. Mục sư Ông Văn Huyên được bổ nhiệm vào chức vụ Viện trưởng. Ngoài ra, còn có hai trường Kinh Thánh ở Đà Lạt và Ban Mê Thuột chuyên đào tạo nhân sự cho hội thánh sắc tộc, và thêm một trường Kinh Thánh cho người Jarai được thành lập tại Pleiku vào giữa thập niên 1950.
Năm 1960, Chẩn Y Viện Tin Lành được thành lập tại Nha Trang, trước đó 9 năm đã có một bệnh viện phung ở Eanna, Ban Mê Thuột, và Chẩn Y Viện Đà Lạt mở rộng hoạt động sau khi hòa bình trở lại năm 1954. Ngoài trường tiểu học Bết-lê-hem thuộc Cô nhi viện Tin Lành Nha Trang, còn có hai trường tiểu học dành cho con em người dân tộc thiểu số ở Đà Nẵng và Đà Lạt. Với sự hỗ trợ của Hội Hoàn cầu Khải tượng, một mạng lưới trường học Tin Lành (phần lớn là trường tiểu học) được thành lập và phát triển tại nhiều địa phương, đến năm 1970 đã có 77 trường. Trường trung tiểu học Ánh Sáng và trường huấn nghiệp Hòa Khánh tại Đà Nẵng, cùng trường huấn nghiệp dành cho người dân tộc thiểu số ở Đà Lạt là thành quả của Đoàn Thanh niên Cơ Đốc Xã hội.
Năm 1963, tổ chức Tin Lành đầu tiên được chính phủ Việt Nam công nhận là Hội Thánh Tin Lành Việt Nam (miền Bắc).
Đến năm 1967, cộng đồng Tin Lành chủ yếu tập trung tại miền Nam Việt Nam, bao gồm các tông phái như Giáo hội Cải cách Pháp (en), Thánh Công hội–chế độ giám mục, Hội Truyền giáo Phúc Âm Liên hiệp, Hội Thánh Báp-tít, Hội Thánh Đấng Christ (en), Phong trào Phúc âm Toàn cầu (en) và Giáo hội Cơ Đốc Phục lâm An tức nhật. Nhiều tổ chức Tin Lành khác cũng tham gia vào các hoạt động xã hội và cơ quan phúc lợi. Thời điểm đó, miền Nam có khoảng 150.000 tín đồ Tin Lành, chiếm khoảng 1% dân số.

## Từ 1975

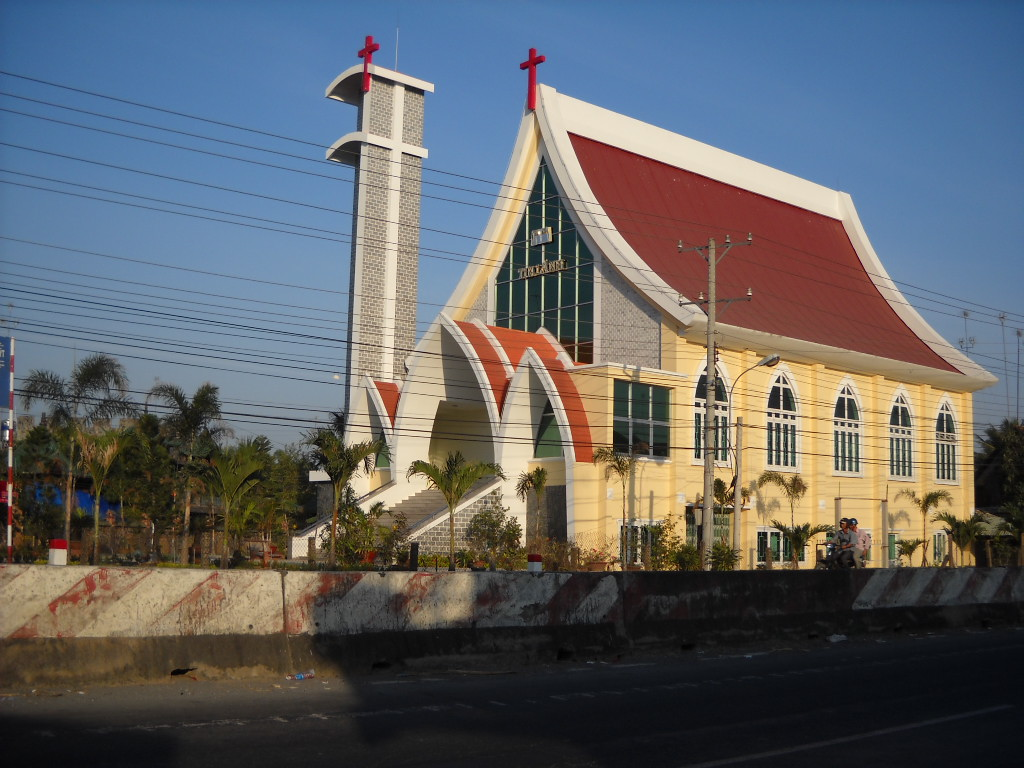
Nhà thờ Tin Lành ở Tiền Giang

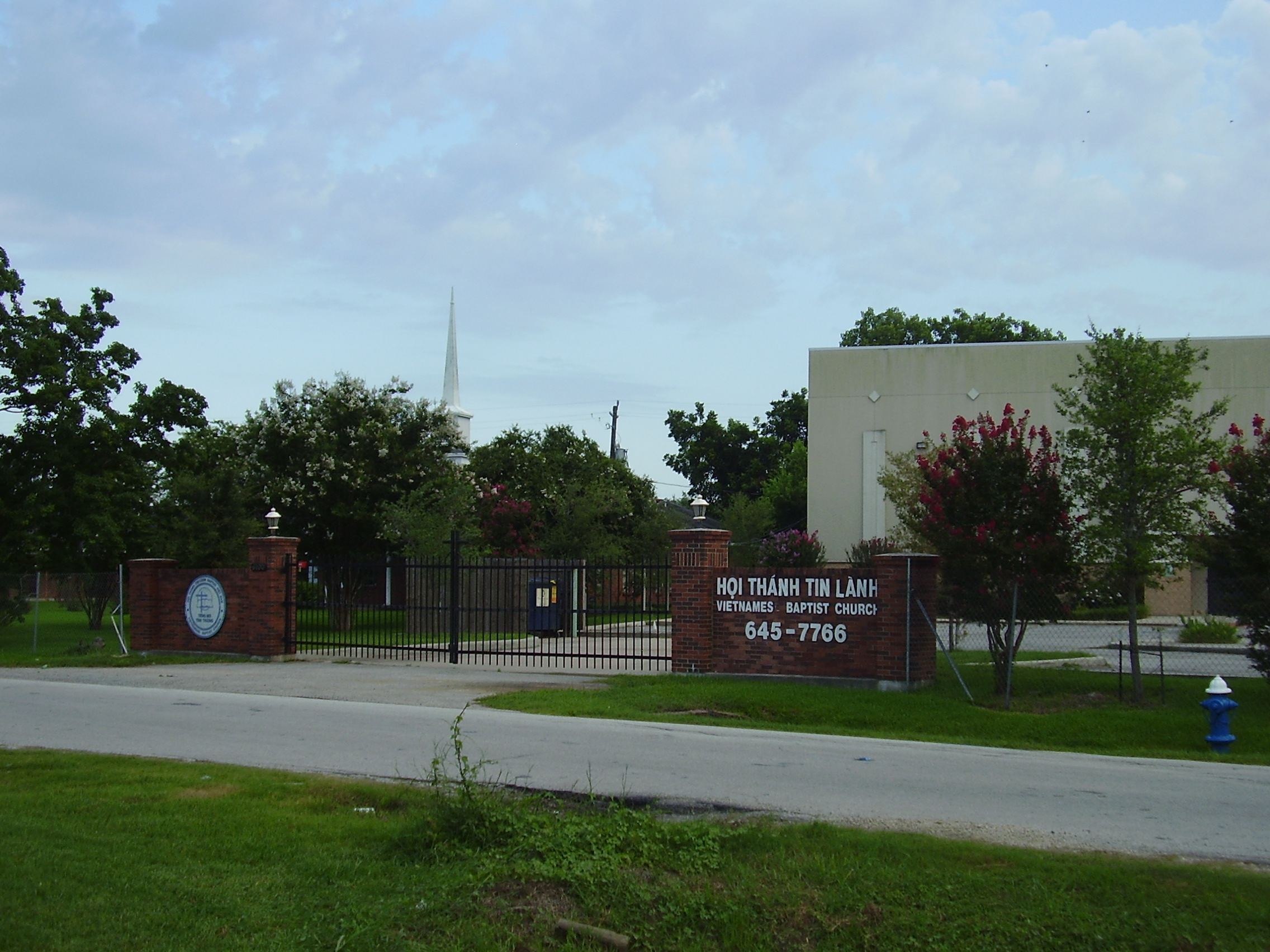
Hội Thánh Tin Lành Báp Tít tại Houston, Texas

Từ sau năm 1975, Hội thánh Tin Lành ở miền Bắc chỉ hoạt động cầm chừng, lại bị lâm vào khủng hoảng vì thiếu nhân sự kế thừa. Đến năm 2004, sau 20 năm không tổ chức đại hội, Đại hội đồng lần thứ 32 được triệu tập mở ra một giai đoạn mới cho Giáo hội với sự phát triển nhiều giáo đoàn trong vòng người dân tộc ở miền núi phía Bắc. Tầm hoạt động của Giáo hội cũng mở rộng ở hơn 20 tỉnh, thành phố từ Quảng Bình trở ra. Vùng Tây Bắc có khoảng 135.000 người Mông, và khoảng 2.500 người Dao trở thành tín hữu Tin Lành.
Tại miền Nam, Hội thánh Tin Lành chưa được nhà nước Việt Nam công nhận. Hội đồng Tổng Liên hội lần thứ 42 tổ chức tại Thành phố Hồ Chí Minh vào tháng 6 năm 1976 bầu Mục sư Ông Văn Huyên vào chức vụ Hội trưởng, ông tiếp tục lãnh đạo giáo hội cho đến khi từ trần trong tháng 7 năm 1999.
Năm 1992-94, chính phủ Việt Nam cho phép nhập 33 000 Kinh Thánh và 20 000 Thánh ca, rồi cấp phép ấn hành 85 000 quyển Kinh Thánh toàn bộ (Cựu Ước và Tân Ước), 65 000 Kinh Thánh Tân Ước, 25 000 Thánh ca, và 120 000 quyển Truyện tích Kinh Thánh.
Sau khi miền Nam Việt Nam rơi vào tay cộng sản năm 1975, nhiều tài sản của các giáo hội Tin Lành bị tịch thu, bao gồm Thánh kinh Thần học viện Nha Trang, Trường Thánh kinh Thần học Hà Nội, v.v Hàng trăm nhà thờ Tin Lành cũng bị phá huỷ trong giai đoạn này. Chính quyền cộng sản sau đó gộp các tông phái Tin Lành vào một tổ chức duy nhất mang tên Hội Thánh Tin Lành Việt Nam (miền Nam), với khoảng 500.000 tín đồ chính thức vào năm 1997.
Năm 1988, một phong trào Hội Thánh gia đình (en) ra đời khi một số mục sư hoạt động sôi nổi bị trục xuất khỏi các giáo hội chính thức. Trong số này, nổi bật nhất là mục sư truyền giáo Trần Đình Ái, người đã thành lập một phong trào với 16.000 tín đồ và 165 hội thánh vào năm 1997.
Tháng 2, 2001, Đại hội đồng lần thứ 43 tổ chức tại Thành phố Hồ Chí Minh thông qua bản Hiến chương mới, và bầu mục sư Phạm Xuân Thiều làm Hội trưởng. Các hoạt động của giáo hội dần được phục hồi và phát triển với khoảng 600 000 tín hữu (năm 2009) ở 34 tỉnh, thành phố từ Quảng Trị trở vào. Về đào tạo, Viện Thánh kinh Thần học được mở lại từ năm 2003 với cơ sở mới đang được hoàn thành tại Quận 2, Thành phố Hồ Chí Minh.
Trong tháng 6 năm 2011, Lễ Kỷ niệm 100 năm Tin Lành đến Việt Nam lần lượt được tổ chức tại Đà Nẵng, Hà Nội, và Thành phố Hồ Chí Minh.
Ngoài ra, có khoảng gần 5 000 người nước ngoài sinh sống ở Hà Nội và Thành phố Hồ Chí Minh đang sinh hoạt tại các nhà thờ Tin Lành trong khu vực, đông nhất là người Hàn Quốc với 1 giáo đoàn ở Hà Nội, 2 giáo đoàn Báp-tít và 2 giáo đoàn Trưởng Lão ở Thành phố Hồ Chí Minh. Tại thành phố này còn có Hội thánh New Life Fellowship dành cho người Mỹ, và một số nhóm của người Úc, và người Đức.

## Đầu những năm 2000
Vào đầu những năm 2000, hơn một nửa số tín đồ Tin Lành thuộc về các Hội Thánh gia đình (en), chủ nghĩa phúc âm. Sự phát triển của đạo Tin Lành đặc biệt mạnh mẽ trong các cộng đồng dân tộc thiểu số (người Thượng), như người M'nông, Êđê, Gia Rai và Ba Na. Năm 2005, một số thôn làng miền núi phía Tây Bắc ghi nhận có áp lực buộc tín đồ Tin Lành từ bỏ đức tin, dù con số báo cáo đã giảm so với trước. Các buổi nhóm họp Hội Thánh không được công nhận, thường xuyên bị giải tán, các thành viên bị bắt giữ và quấy rối.
Tháng 4 năm 2001, chính phủ Việt Nam chính thức công nhận Hội Thánh Tin Lành Việt Nam (miền Nam). Đến năm 2005, hàng trăm Hội Thánh gia đình (en) bị buộc phải đóng cửa từ năm 2001 đã âm thầm được phép hoạt động trở lại. Tuy nhiên, trong bối cảnh đàn áp các cuộc biểu tình lớn liên quan đến việc tịch thu đất đai và hạn chế tự do tôn giáo, hơn 100 người tị nạn đã chạy sang Campuchia. Một nhà thờ Tin Lành lịch sử được xây dựng từ năm 1936, vốn đang được cộng đồng tín đồ kiến nghị khôi phục, đã bị phá huỷ vào năm 2001. Ít nhất 54 người bị giam giữ vì tín ngưỡng tôn giáo, bao gồm một số tín đồ Tin Lành.
Hội Thánh New Life Fellowship, sau tám năm tìm kiếm sự công nhận chính thức, bị từ chối quyền nhóm họp tại Thành phố Hồ Chí Minh vào năm 2005. Một mục sư Tin Lành Thân Văn Trường bị buộc phải ở Bệnh viện Tâm thần Trung ương 2 ở Biên Hoà, Đồng Nai, trong 12 tháng với lí do tranh cãi rằng ông mắc chứng hoang tưởng.
Tháng 10 năm 2007, phong trào Báp-tít và Mê-nô-nít được chính thức công nhận bởi chính quyền Hà Nội, được xem là dấu hiệu cải thiện về tự do tôn giáo. Theo lời mục sư Nguyễn Thông của Hội Thánh Báp-tít, từ năm 1989, Hội Thánh của ông đã thu hút hơn 18.400 tín đồ, với 500 chức sắc tôn giáo, hoạt động tại 135 hội thánh trên 23 tỉnh thành trong cả nước.
Năm 2007, một bộ phim tài liệu được thực hiện về các giáo hội ngầm tại Việt Nam, tập trung vào việc các tín đồ vẫn tiếp tục phải chịu sự bức hại từ chính quyền địa phương. Vào tháng 4 cùng năm, có thông tin rằng một thanh niên thuộc dân tộc Chăm H'roi đã tử vong trong phiên xử sau khi từ chối việc từ bỏ đức tin Cơ Đốc của mình.
Theo ước tính năm 2008, nhiều tín đồ Cơ Đốc thuộc các bộ lạc ở miền núi Việt Nam vẫn bị gắn mác là "gián điệp của Mỹ" và phải chịu các hình thức tra tấn, giam tù và chịu đói, mặc dù chính phủ tuyên bố đảm bảo quyền tự do tôn giáo.

### Những năm 2020
Đến năm 2020, Ban Tôn giáo Chính phủ báo cáo có khoảng 1.120.000 tín đồ Tin Lành trên cả nước, thuộc 100 tổ chức, 800 nhà thờ và 5.500 điểm nhóm.
Tháng 2 năm 2023, lực lượng an ninh đã ngăn chặn một buổi lễ thờ phượng tại Thành phố Hồ Chí Minh. Ở Việt Nam nói riêng và các quốc gia cộng sản nói chung, các tín hữu Cơ Đốc thường xuyên phải đối mặt với những áp lực và bức hại nghiêm trọng.
Mặc dù chính quyền nỗ lực thể hiện sự khoan dung và ủng hộ các tín đồ Tin Lành, nhưng vẫn có nhiều báo cáo về phân biệt đối xử, quấy rối và bắt giữ, đặc biệt đối với các Hội Thánh không đăng ký, và càng nghiêm trọng hơn trong các cộng đồng dân tộc thiểu số.

## Các dân tộc thiểu số
Mặc dù công cuộc truyền bá Phúc Âm cho các dân tộc thiểu số đã khởi sự từ năm 1924 giữa vòng người Khmer ở Châu Đốc, và cuối thập niên 1920 đã có một nhà thờ người sắc tộc được thành lập ở Khe So gần Đà Nẵng, đến năm 1929, mục tiêu truyền giáo cho người sắc tộc mới trở thành mối quan tâm của Hội Truyền giáo Phúc âm Liên hiệp. Hội thánh Tin Lành và Hội Truyền giáo phối hợp cử những nhà truyền giáo tìm đến các dân tộc thiểu số để truyền giảng và thành lập các giáo đoàn. Bên cạnh đó còn có nỗ lực truyền giáo của Cơ Đốc Truyền giáo hội. Sự đáp ứng đối với thông điệp phúc âm là tích cực. Cho đến năm 1975, mục sư và tín hữu người sắc tộc điều hành hội thánh của họ với sự cố vấn và hỗ trợ của những nhà truyền giáo từ Hội Truyền giáo và Hội thánh Tin Lành Việt Nam. Đến cuối thế kỷ 20, thêm một đợt bùng nổ số lượng người tiếp nhận đức tin Cơ Đốc, nâng số tín hữu trong các dân tộc thiểu số lên gấp 7 lần so với con số thống kê tính đến thời điểm 1975.
Theo ước tính của một cuộc khảo sát thực hiện năm 2009, tỉ lệ tín hữu Cơ Đốc trong một số sắc dân là khá cao như M'Nông (44%), Mạ (45%), Xtiêng (52%), Ê Đê (93%); số tín hữu người dân tộc thiểu số chiếm khoảng 62% trong tổng số hơn 1,2 triệu tín hữu thuộc cộng đồng Tin Lành tại Việt Nam. Tuy nhiên, tỷ lệ này đang sút giảm bởi vì ngày càng có nhiều người Kinh tiếp nhận đức tin Cơ Đốc.

## Các hội Thánh kinh tại Việt Nam
Các tín đồ Tin Lành đã thực hiện một số bản dịch Thánh kinh vào các năm 1926 và 1991, đồng thời dịch riêng biệt các sách trong Cựu Ước và Tân Ước sang tiếng Việt.
Công tác tổ chức của Hiệp kội Thánh kinh tại Việt Nam bắt đầu từ năm 1890. Đến năm 1966, Hội Thánh kinh Việt Nam được thành lập. Trong năm 2005, các hội Thánh kinh đã phân phát 53.170 bản Kinh Thánh và 120.170 bản Tân Ước bằng tiếng Việt trên khắp cả nước. Hai năm trước đó, vào năm 2003, 60.000 bản Kinh Thánh và 50.000 bản Tân Ước (tất cả bằng tiếng Việt) đã được in tại Việt Nam với sự cho phép của chính quyền địa phương. Trong cùng năm đó, 10.000 bản Kinh Thánh bằng tiếng Hoa cũng được in để phục vụ cho cộng đồng người Hoa tại Việt Nam, trong đó 7.555 bản đã được bán chỉ trong vài tháng.

## Các hệ phái
Đa nguyên và dân chủ là hai nguyên lý căn bản trong việc hình thành và liên kết các giáo hội có tổ chức trong cộng đồng Tin Lành trên thế giới. Đồng thuận với nhau về những nguyên lý thần học căn bản thể hiện trong Năm Tín lý Duy nhất, tinh thần hiệp nhất giữa các hệ phái lập nền trên giáo thuyết Hội thánh vô hình - phân biệt với "hội thánh hữu hình" trên đất - bao gồm con dân thật của Chúa, và chỉ có Chúa biết họ. Như vậy, các hệ phái được thành lập để đáp ứng những nhu cầu đa dạng mà mỗi hội đoàn đều gặp phải như sự khác biệt về địa lý, phong tục tập quán, cơ cấu tổ chức, hoặc mục tiêu hoạt động mà vẫn duy trì sự hiệp nhất thuộc linh và sự hợp tác trong nỗ lực truyền bá phúc âm và các hoạt động xã hội.
Bên cạnh Hội thánh Tin Lành Việt Nam – cho đến nay vẫn là Giáo hội lớn nhất và nhiều ảnh hưởng nhất trong cộng đồng Tin Lành– còn có những hệ phái sớm có mặt tại Việt Nam như Hội Truyền giáo Cơ Đốc (1957), Báp-tít (1959), Hội thánh Đấng Christ (1959). Ngoài ra còn có các hệ phái khác như Trưởng Lão, Ngũ Tuần, Giám Lý, Mennonite, Môn đệ Đấng Christ... với những nhóm độc lập bên trong mỗi hệ phái.
Các hệ phái như Cơ Đốc Phục lâm, Chứng nhân Giê-hô-va, Mormon... cũng được chính phủ Việt Nam xếp vào nhóm Tin Lành.

## Kết luận
Dù có mặt ở Việt Nam khá muộn màng, sau hơn 100 năm tồn tại Tin Lành được xem là tôn giáo phát triển nhanh nhất Việt Nam, đặc biệt là từ những thập niên cuối thế kỷ 20. Sự hình thành và phát triển của cộng đồng Tin Lành tại Việt Nam là một thành quả đáng kể nếu so sánh với những xứ sở lân cận. Sau 100 năm hoạt động truyền giáo ở Thái Lan, chỉ có 9 000 người qui đạo. Cộng đồng Tin Lành ở Campuchia và Lào có quy mô nhỏ hơn nhiều. Số tín hữu ở Trung Quốc đông đảo hơn nhưng họ có đến hơn 200 năm truyền giáo với sự tập trung rất lớn của các hội truyền giáo từ châu Âu và Bắc Mỹ. Kể từ cuộc chiến giành độc lập, Tin Lành được công nhận là một trong những tôn giáo chính của đất nước.

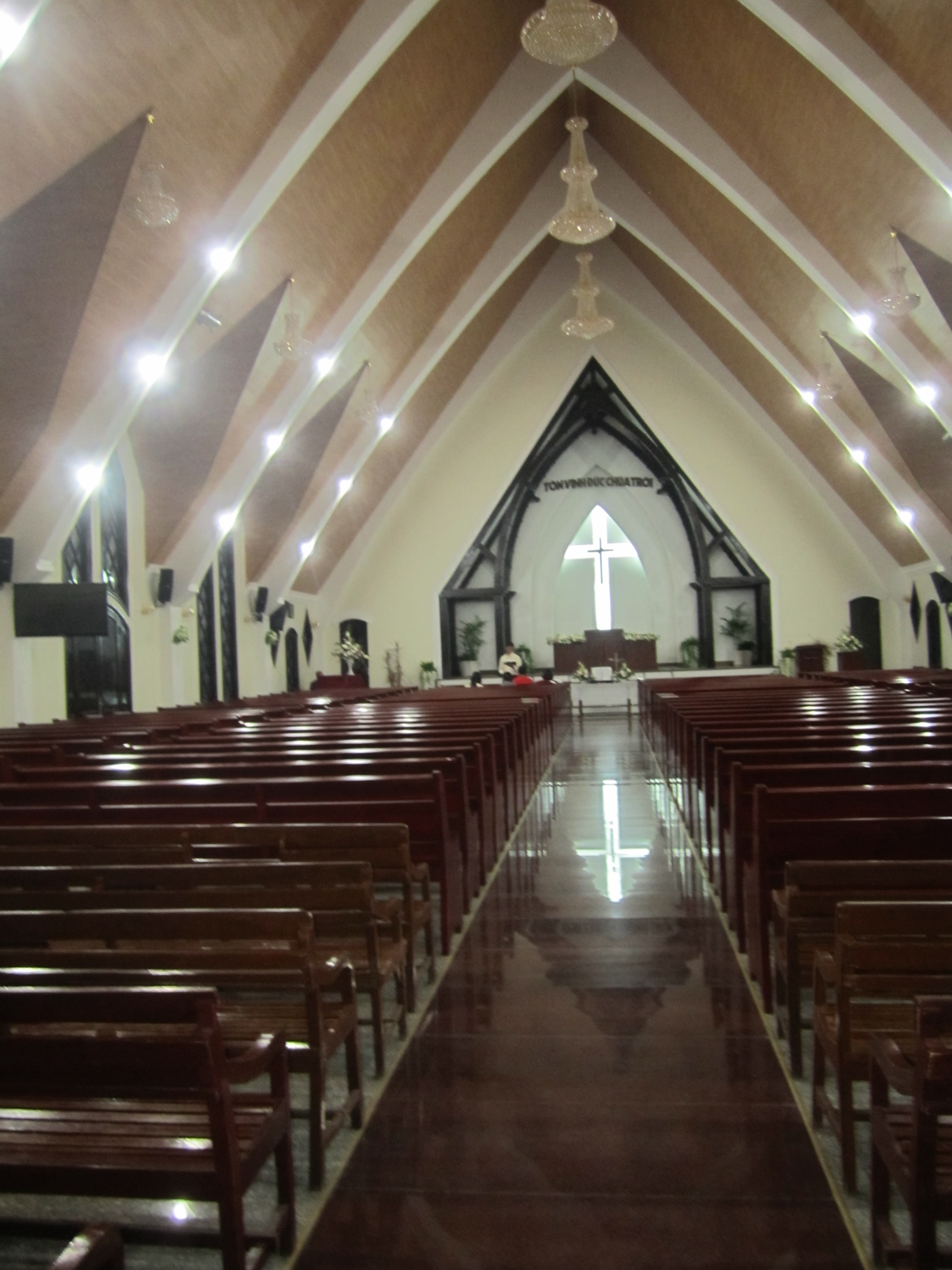
Bên trong Nhà thờ Tin Lành Đà Lạt

Mặt khác, đức tin Tin Lành đòi hỏi người tín hữu phải có mối tương giao trực tiếp với Chúa Giê-xu, và những trải nghiệm tâm linh trong cuộc sống thường nhật là không thể thiếu: họ trò chuyện, giãi bày, tâm sự, khẩn nài với Chúa, và khi phạm tội xin Chúa tha thứ tội lỗi mà không cần thông qua một thực thể trung gian nào; đồng thời họ có thể tìm kiếm sự dạy dỗ, soi dẫn cũng như sự khích lệ, an ủi và sức mạnh tâm linh từ Chúa qua sự suy ngẫm Kinh Thánh bởi sự vận hành của Chúa Thánh Linh. Nền thần học này đã giúp giải phóng người tín hữu khỏi sự lệ thuộc vào các giáo hội có tổ chức. Trong thực tế, không ít người tiếp nhận và thực hành đức tin Cơ Đốc mà không có mối quan hệ nào, hoặc nếu có thì rất lỏng lẻo, với các giáo hội, nên con số thực có thể lớn hơn những gì được tìm thấy trên các bảng thống kê.
Có một số nhân tố đóng góp cho thành tựu này: Chữ Quốc ngữ giúp phổ biến rộng rãi các loại ấn phẩm tôn giáo, nhất là bản Kinh Thánh tiếng Việt. Sự tận tụy và hi sinh của những nhà truyền giáo thời kỳ tiên khởi, nhiều người dành gần trọn đời mình (có những người gởi lại thân xác ở đây) chịu đựng bệnh tật và trải qua nhiều gian khổ. Cũng phải kể đến nhiệt huyết, khả năng, và bản lĩnh của các mục sư Việt Nam thuộc thế hệ đầu tiên. Tín hữu Việt Nam được sớm đào tạo để tự điều hành và xây dựng một giáo hội tự trị, tự lập, và tự truyền bá. Sử dụng hiệu quả kinh nghiệm của nhân học tôn giáo để truyền giáo cho các dân tộc thiểu số; đến năm 1965, hơn 30 ngôn ngữ đã được dùng để đem thông điệp phúc âm đến các sắc dân ở Tây Nguyên và Tây Bắc, đồng thời Kinh Thánh đã được dịch ra nhiều ngôn ngữ dân tộc thiểu số.
Tuy nhiên, cộng đồng Tin Lành cho đến nay vẫn là thiểu số, nhất là trong vòng người Kinh (chỉ chiếm 1% dân số), và không có nhiều ảnh hưởng trong xã hội, đặc biệt trong giới trí thức. Từ thập niên 1960, Mục sư Lê Hoàng Phu đã quan tâm đến sự thiếu vắng sự sâu nhiệm thuộc linh ở nhiều chức sắc, vì vậy họ luận giải Kinh Thánh "bằng cách bắt chước những diễn giả khác"; ông cũng sớm nhận diện một trong những vấn nạn của giáo hội, đó là không thể "cung cấp đủ những lãnh đạo được huấn luyện kỹ lưỡng để chăn dắt các Hội thánh đang tăng trưởng về nhân số và hiểu biết". Tình trạng hiện nay còn tồi tệ hơn. Khác với cộng đồng Tin Lành người Việt ở hải ngoại, thành phần trí thức chỉ là thiểu số trong giới lãnh đạo và trong hệ thống đào tạo của các giáo hội trong nước, sự khiếm khuyết về kiến thức thần học và xã hội là khá phổ biến giữa vòng họ. Mặt khác, trong những năm gần đây, nhiều vụ tai tiếng xuất hiện với tần suất cao chưa từng có trong lịch sử hơn 100 năm của cộng đồng Tin Lành Việt Nam là điều đáng quan ngại. Mặc dù khó có thể kiểm tra độ chính xác của những cáo buộc về tư cách đạo đức của nhiều người thuộc hàng giáo phẩm, nhất là những người lãnh đạo các giáo hội, chúng đã gây phân hóa cũng như làm sút giảm uy tín của cả cộng đồng. Sự đố kỵ giữa các hệ phái cũng là một lực cản khác đối với nỗ lực mang phúc âm đến cho một đất nước gần 90 triệu dân.